# Lilium pyrenaicum
Il giglio dei Pirenei (Lilium pyrenaicum Gouan) è una pianta bulbosa appartenente alla famiglia delle Liliacee.

## Descrizione
La pianta ha un bulbo bianco, le foglie sono strette e verdi, mentre i fiori sono ricurvi e possono essere arancioni, gialli e bianchi. Il frutto è una capsula da cui a maturazione fuoriescono i semi di colore nero.

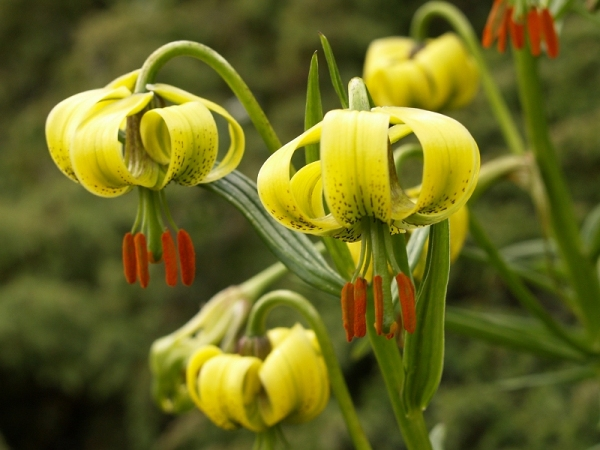
Fiori
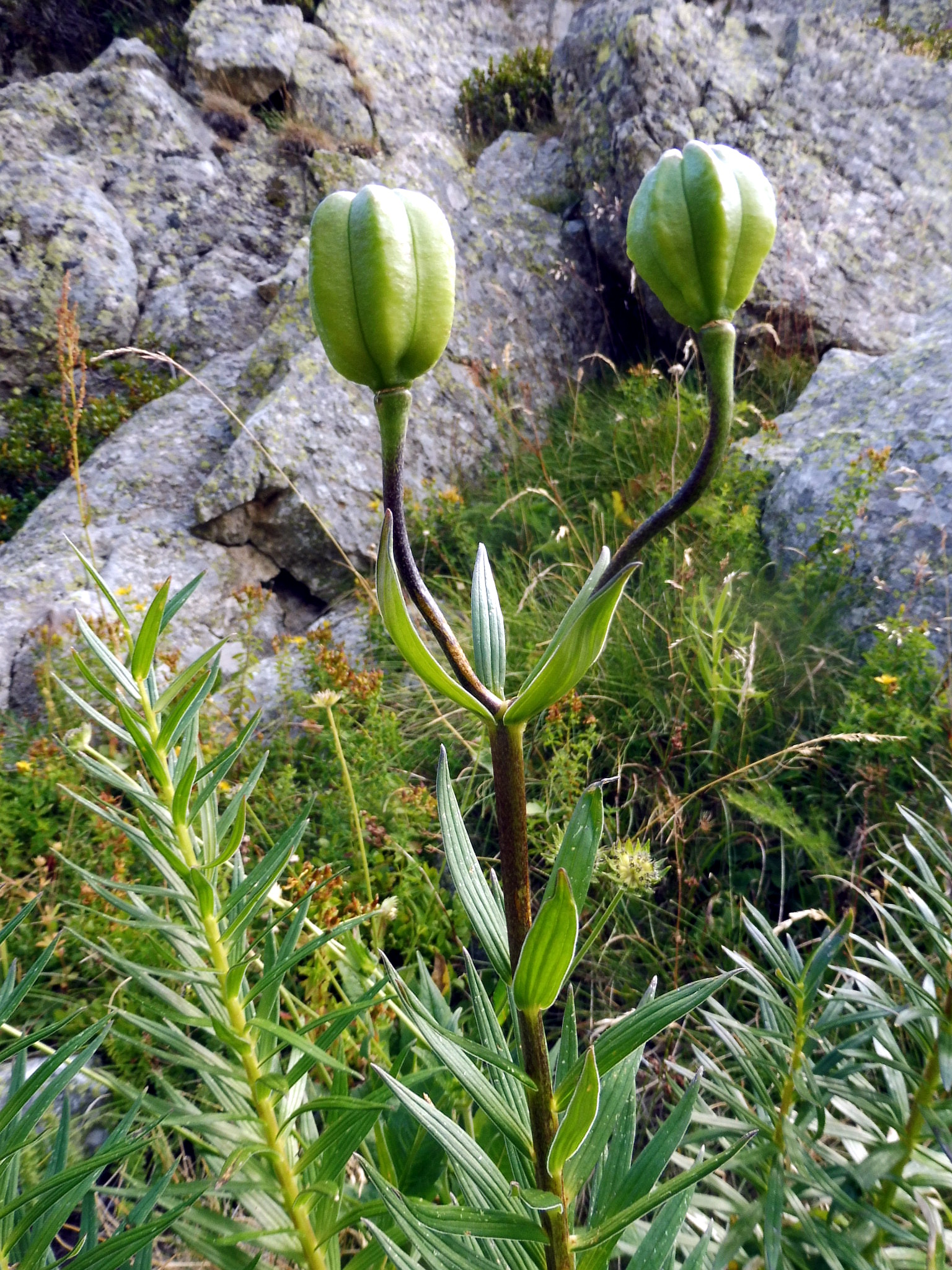
Frutti
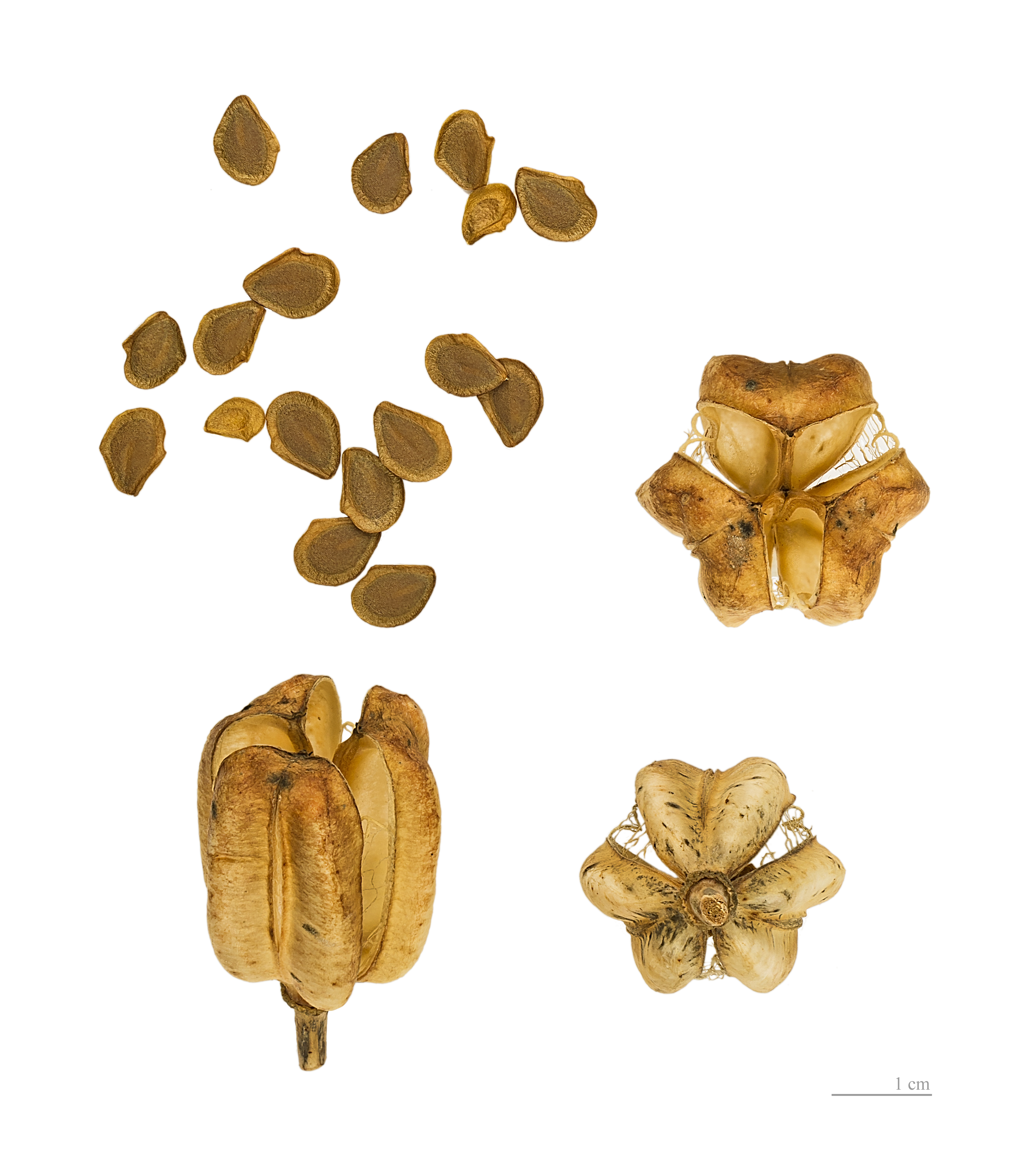
Frutti e semi